# Auvia Air
Auvia Air est une compagnie aérienne cargo basée à Jakarta Est, en Indonésie. Il a été créé et mis en service en 2004 et exploite des services de fret.

## Sources
- (en) Cet article est partiellement ou en totalité issu de l’article de Wikipédia en anglais intitulé « Auvia Air » (voir la liste des auteurs).